# Slovenia International 2016
Die Slovenia International 2016 im Badminton fanden vom 12. bis zum 15. Mai 2016 in Medvode in der Sport Hall Medvode in der Ostrovrharjeva 4 statt.

## Sieger und Platzierte
| Disziplin    | Gold                        | Silber                             | Bronze                                 |
| ------------ | --------------------------- | ---------------------------------- | -------------------------------------- |
| Herreneinzel | Kieran Merrilees            | Adi Pratama                        | Mads Christophersen                    |
| Herreneinzel | Kieran Merrilees            | Adi Pratama                        | Maxime Moreels                         |
| Dameneinzel  | Julie Dawall Jakobsen       | Sofie Holmboe Dahl                 | Chloe Birch                            |
| Dameneinzel  | Julie Dawall Jakobsen       | Sofie Holmboe Dahl                 | Natalya Voytsekh                       |
| Herrendoppel | Joshua Magee Sam Magee      | Mathias Bay-Smidt Frederik Søgaard | Ben Lane Sean Vendy                    |
| Herrendoppel | Joshua Magee Sam Magee      | Mathias Bay-Smidt Frederik Søgaard | Gergely Krausz Samatcha Tovannakasem   |
| Damendoppel  | Chloe Birch Sarah Walker    | Jessica Pugh Cheryl Seinen         | Mathilda Lindholm Jenny Nyström        |
| Damendoppel  | Chloe Birch Sarah Walker    | Jessica Pugh Cheryl Seinen         | Natalya Voytsekh Yelyzaveta Zharka     |
| Mixed        | Mikkel Mikkelsen Mai Surrow | Steve Olesen Sara Lundgaard        | Zvonimir Đurkinjak Josephine van Zaane |
| Mixed        | Mikkel Mikkelsen Mai Surrow | Steve Olesen Sara Lundgaard        | Sean Vendy Sarah Walker                |